# Teatro El Círculo
El Teatro El Círculo és un dels principals teatres d'òpera de la ciutat de Rosario, de l'Argentina. Destaca la bona acústica de la sala principal com un dels millors del món. El Teatro El Círculo i el Teatro Colón (Buenos Aires) són dels més destacats del país.

## Galeria

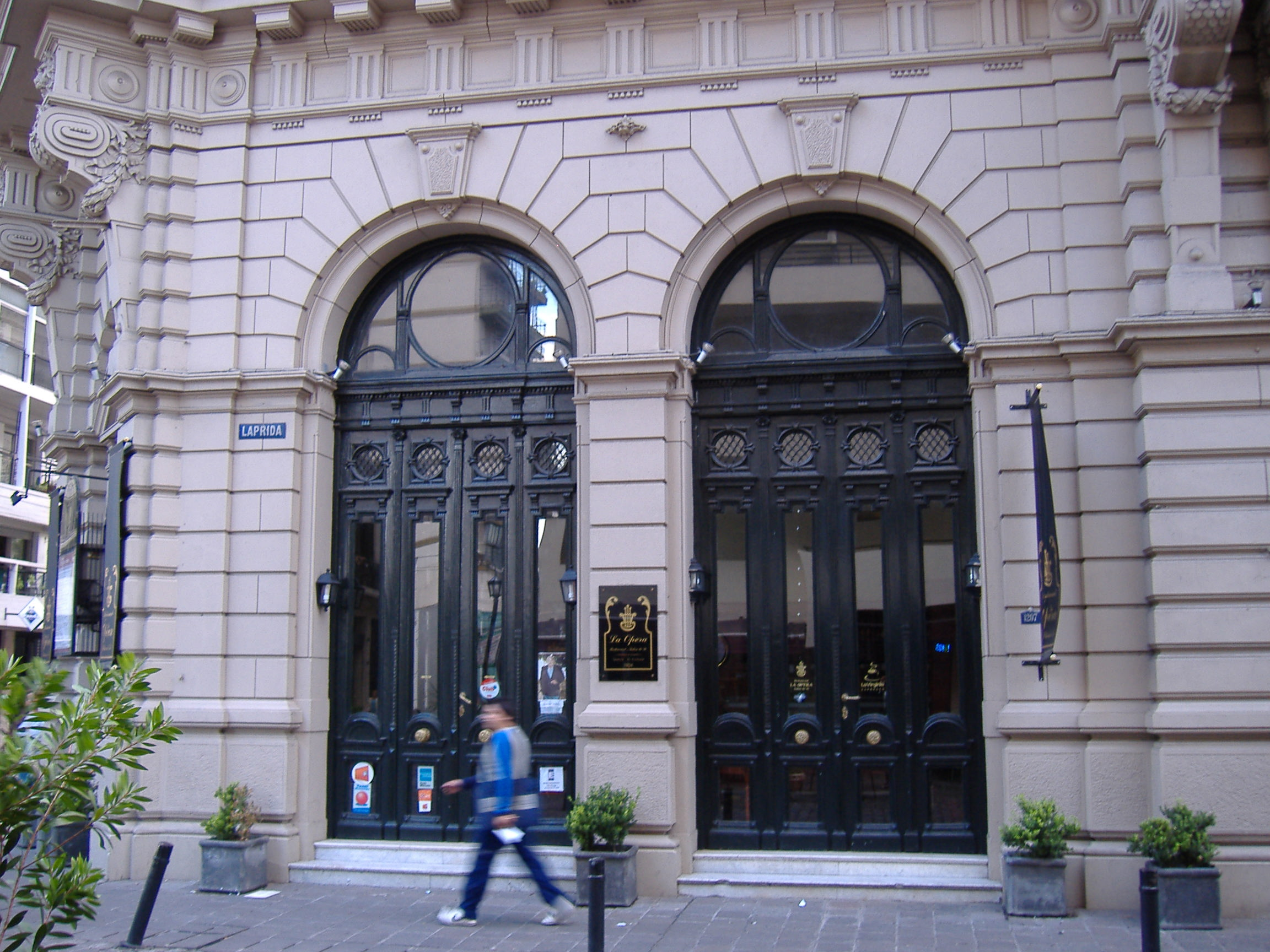
Accés carrer Laprida
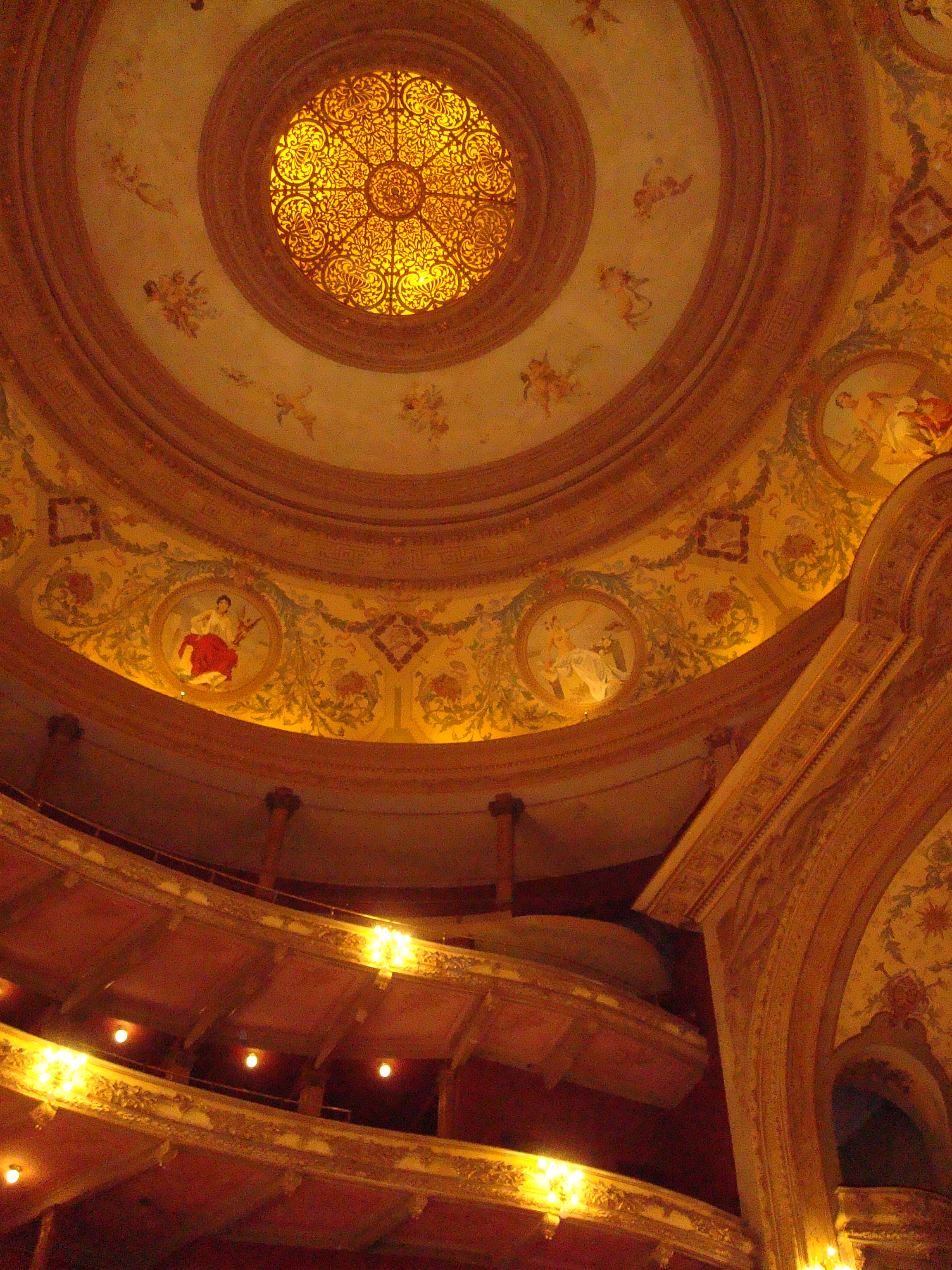
Interior